# Албанија на Европском првенству у атлетици у дворани 2017.
Албанија је учествовала на 34. Европском првенству у дворани 2017 одржаном у Београду, Србија, од 3. до 5. марта.  Ово је десето европско првенство у атлетици у дворани од 1992. године када је Албанија први пут учествовала, а од 2005. је редован учесник. Репрезентацију Албаније представљало је двоје спортиста (1 мушкарац и 1 жена) који су се такмичили у 2 дисциплине.
На овом првенству представници Албаније су освојили прву медаљу на европсим првенствима у дворани. Златну медаљу је освојио скакач удаљ  Измир Смајљај, постигавши  национални рекорд. Овим успехом Албанија је у укупном пласману поделила 11 место са Литванијом, Србијом и Швајцарском, од 26 земаља које су на овом првенству освојиле медаље. У табели успешности према броју и пласману такмичара који су учествовали у финалним такмичењима (првих 8 такмичара) Албанија је са 2 учесника у финалу заузела 20 место са 12 бодова, од 36 земаља које су имале представнике у финалу.
| Плас. | Земља    | 1. место | 2. место | 3. место | 4. место | 5. место | 6. место | 7. место | 8. место | Бр. финал. - Бод. |
| ----- | -------- | -------- | -------- | -------- | -------- | -------- | -------- | -------- | -------- | ----------------- |
| 20.   | Албанија | 1−8      | −        | −        | −        | 1−4      | −        | −        | −        | 2−12              |

## Учесници
| Бр. | Дисциплина | Мушкарци      | Жене       | Укупно |
| --- | ---------- | ------------- | ---------- | ------ |
| 1   | 1.500 м    |               | Љуиза Гега | 1      |
| 2   | Скок удаљ  | Измир Смајљај |            | 1      |
|     | Укупно (2) | 1             | 1          | 2      |

## Освајачи медаља (1)

### Злато (1)
- Измир Смајљај — скок удаљ

## Резултати

### Мушкарци
| Атлетичар     | Дисциплина | Лични рекорд | Квалификације | Квалификације | Полуфинале | Полуфинале | Финале   | Финале | Детаљи |
| Атлетичар     | Дисциплина | Лични рекорд | Резултат      | Место         | Резултат   | Место      | Резултат | Место  | Детаљи |
| ------------- | ---------- | ------------ | ------------- | ------------- | ---------- | ---------- | -------- | ------ | ------ |
| Измир Смајљај | Скок удаљ  | 7,98 НР      | 7,98 КВ, =НР  | 3.            |            |            | 8,08 НР  |        |        |

### Жене
| Атлетичарka | Дисциплина | Лични рекорд | Квалификације | Квалификације | Полуфинале | Полуфинале | Финале   | Финале      | Детаљи |
| Атлетичарka | Дисциплина | Лични рекорд | Резултат      | Место         | Резултат   | Место      | Резултат | Место       | Детаљи |
| ----------- | ---------- | ------------ | ------------- | ------------- | ---------- | ---------- | -------- | ----------- | ------ |
| Љуиза Гега  | 1.500 м    | 4:06,66 НР   | 4:13,40       | 2 у гр, 3 КВ  |            |            | 4:11,64  | 5 / 18 (19) |        |